# Маасдам
Маасдам (нидерл. Maasdam) — представитель сыров натурального вызревания, получил своё название в честь маленького городка Маасдам в Нидерландах. Сыр отличают большие глазки и сладковато-ореховый вкус. Маасдам — третий по популярности сыр Голландии после эдамера и гауды.

## Производство
Сразу после производства сыр маасдам выглядит так же, как гауда и эдамер. Но вскоре после того, как начинается процесс созревания, сырое тесто принимает особый вид: в нём появляются характерные крупные округлые полости (глазки). Это происходит из-за образующихся во время брожения газов. Диаметр глазков — от 1 до 5 см. Этот натуральный процесс созревания также придаёт маасдаму особенный аромат. По технологии сыроварения сыр Маасдам является голландским сыром «в швейцарском стиле».
Созревание протекает не менее четырёх недель, причём быстрее других голландских сыров. Это происходит из-за добавления специальных заквасок, в состав которых входят пропионовые бактерии, которые придают сыру характерный запах, вкус, а также глазки. Иногда внешне он напоминает сыр гауда, покрытый воском или глиной.
Сыр маасдам своим сладковатым вкусом напоминает более дорогой швейцарский сыр эмменталь, но он дешевле и вызревает быстрее. Для изготовления сыра маасдам используются практически те же компоненты, что и в швейцарских сырах. Маасдам гораздо мягче, чем эмменталь, что объясняется более высоким содержанием влаги.